# Lan ý thảo
Lan ý thảo hay lan hoàng thảo ý thảo (danh pháp hai phần: Dendrobium gratiosissimum) là một loài lan thuộc chi Dendrobium của họ Orchidaceae.

## Miêu tả
Lan ý thảo là cây thân thảo, mọc thành cụm, với thân tròn có đốt được bao quanh bằng bao vỏ lâu rụng và chặt, sống chủ yếu là lâu năm, biểu sinh trên thân và cành cây thân gỗ chứa nhiều mùn, có quan hệ cộng sinh với nấm. Thân dài 25 – 40 cm, đường kính 0,5 - 0,7 cm, thòng xuống, gióng dài 2,5 - 2,7 cm. Lá trông giống như da, mép lá nhẵn, hình mác, xếp hai dãy, dài 8 – 10 cm, rộng 1,2 -1,8 cm, ở đầu 2 thùy lệch. Cụm hoa chứa 1-3 hoa dạng bên, mọc gần các đốt ở phần trên của thân không còn lá, hoa lộn ngược. Tái sinh bằng hạt và chồi.
Lá bắc nhỏ, hình mác, dài 0,5 cm, đầu tù. Hoa nở vào mùa xuân, đường kính 3–7 cm, cánh hoa và lá đài màu trắng với chóp màu tím nhạt. Các lá đài gần đều, hình mác, dài 2,3-2,5 cm, rộng 0,6-0,8 cm, đầu hơi nhọn. Lá đài ở lưng tự do, các lá đài bên hơi chếch tại đế. Cằm dài 0,5 cm, có đầu tù. Cánh hoa gần giống như lá đài ở lưng, hình mác, dài 2,4-2,5 cm, rộng 1-1,2 cm, đầu tù.
Cánh môi gần tròn, dài 2,5-2,7 cm, rộng 2,1-2,3 cm, gốc hơi thót và có các vạch chéo màu tím ở chóp, ở giữa có một đốm màu vàng. Trụ màu trắng, cao 0,3-0,4 cm. Nắp hình mũ cao, màu trắng, bề mặt phủ nhú mịn. Bầu dài 2,8-3,5 cm. Quả nang hình trứng thuôn dài.

## Phân bố
Lan ý thảo tìm thấy trong các rừng cây lá sớm rụng và khô cũng như các rừng thường xanh mưa ẩm vùng đất thấp hay miền núi tại Hải Nam (Trung Quốc), Assam (Ấn Độ), Lào, Thái Lan, Việt Nam và Myanmar tại cao độ trong khoảng 0 tới 1.600 m. Tại Việt Nam, lan ý thảo sống trong tự nhiên có tại các tỉnh Quảng Trị (huyện Hướng Hóa: Lao Bảo), Kon Tum (huyện Đắk Tô: rừng cấm Đắk Uy), Gia Lai (huyện Chư Păh: Gia Lu), Lâm Đồng (Đà Lạt, Bảo Lộc).

## Trồng
Lan ý thảo phát triển trong môi trường có khí hậu từ mát tới nóng với lượng ánh sáng trung bình. Cần duy trì cho cây ẩm ướt và bón phân trong mùa sinh trưởng. Trong mùa đông nên giảm tưới nước cho tới khi các chồi mới xuất hiện. Trồng trong hỗn hợp của rêu nước (Sphagnum spp.) khô hay môi trường là vỏ linh sam (Abies spp.) có khả năng thoát nước tốt.

## Liên kết bên ngoài
- Tư liệu liên quan tới Lan ý thảo (Dendrobium gratiosissimum) tại Wikimedia Commons
- Dữ liệu liên quan tới Lan ý thảo (Dendrobium gratiosissimum) tại Wikispecies